# Tabuleiro (tiểu vùng)
Tabuleiro là một tiểu vùng thuộc bang Santa Catarina, Brasil. Tiều vùng này có diện tích 2383 km², dân số năm 2007 là 23291 người.